# Burleigh Heads
Burleigh Heads é um subúrbio da Costa Dourada em Queensland, Austrália. Burleigh Heads é cercada pelo Oceano Pacífico a leste, Miami ao norte, Burleigh Waters, West Burleigh ao oeste, Tallebudgera ao sudoeste e Palm Beach ao sul. A área compreende duas subáreas distintas. Ao norte consiste numa faixa de paria de Brakes Crescent a Gold Coast Highway, e ao sul unem-se o distrito financeiro de Burleigh Heads agrupado com o Parque da Vida Selvagem David Fleay. 